# Phoxonotus fryi
Phoxonotus fryi är en skalbaggsart som beskrevs av Lewis 1879. Phoxonotus fryi ingår i släktet Phoxonotus och familjen stumpbaggar. Inga underarter finns listade i Catalogue of Life.